# Пъстрогърда овесарка
Пъстрогърда овесарка (Passerella iliaca) е вид птица от семейство Овесаркови (Emberizidae), единствен представител на род Passerella.

## Разпространение и местообитание
Разпространен е в Бермудските острови, Канада, Мексико, САЩ и Сен Пиер и Микелон.